# Parc de Flamengo
Le parc de Flamengo ou parc du Flamengo (en portugais : Parque do Flamengo), également connu sous le nom d'Aterro do Flamengo et officiellement appelé parc Brigadeiro Eduardo Gomes pour sa partie nord et parc Carlos Lacerda pour sa partie sud, est le plus grand parc public de Rio de Janeiro, au Brésil.
Le parc est situé le long de la baie de Guanabara, dans les quartiers de Flamengo et Glória. Il s'étend de l'aéroport Santos Dumont à la plage de Botafogo (pt), sur une superficie de 120 hectares.

## Description
Outre les espaces verts, le parc comporte diverses installations sportives et de loisirs. Il est traversé dans le sens de la longueur par une voie rapide et borde la plage de Flamengo (pt). Dans le parc se trouvent notamment :
- la Marina da Glória,
- le Musée d'art moderne,
- le Monument aux morts de la Seconde Guerre mondiale (pt).

## Histoire

Construction de lAterro do Flamengo (1960).

Le parc est inauguré le 17 octobre 1965 sous le nom de Parque IV Centenário.
En 2012 le parc est inscrit au Patrimoine mondial de l'UNESCO dans l'ensemble « Rio de Janeiro, paysages cariocas entre la montagne et la mer ».